# Tumlastik
Tumlastik er lege og aktiviteter for babyer og deres forældre.  Typisk er gymnastik forbeholdt børn over 2 år, men med tumlastik er det muligt ud fra ergo- og fysioterapeutiske principper, at lave aktiviteter med småbørn. 
Tumlastik er et nyt ord og som det fremgår, et mix af det at tumle og gøre gymnastik. Tumlastik er øvelser som kan hjælpe babyer i de forskellige motoriske stadier, som de går gennem de første leveår.
Alle kan nu benytte navnet Tumlastik og det benyttes derfor af ofte ufaglærte babyinteresserede i gymnastikforeninger. 